# Ruth Klinger
Ruth Klinger (* 13. März 1906 in Prag, Österreich-Ungarn; † 15. Dezember 1989 in Zürich) war Schauspielerin, Kabarettistin, Sekretärin Arnold Zweigs in Palästina bzw. Israel, später dort im diplomatischen Dienst und als Journalistin tätig.

## Leben

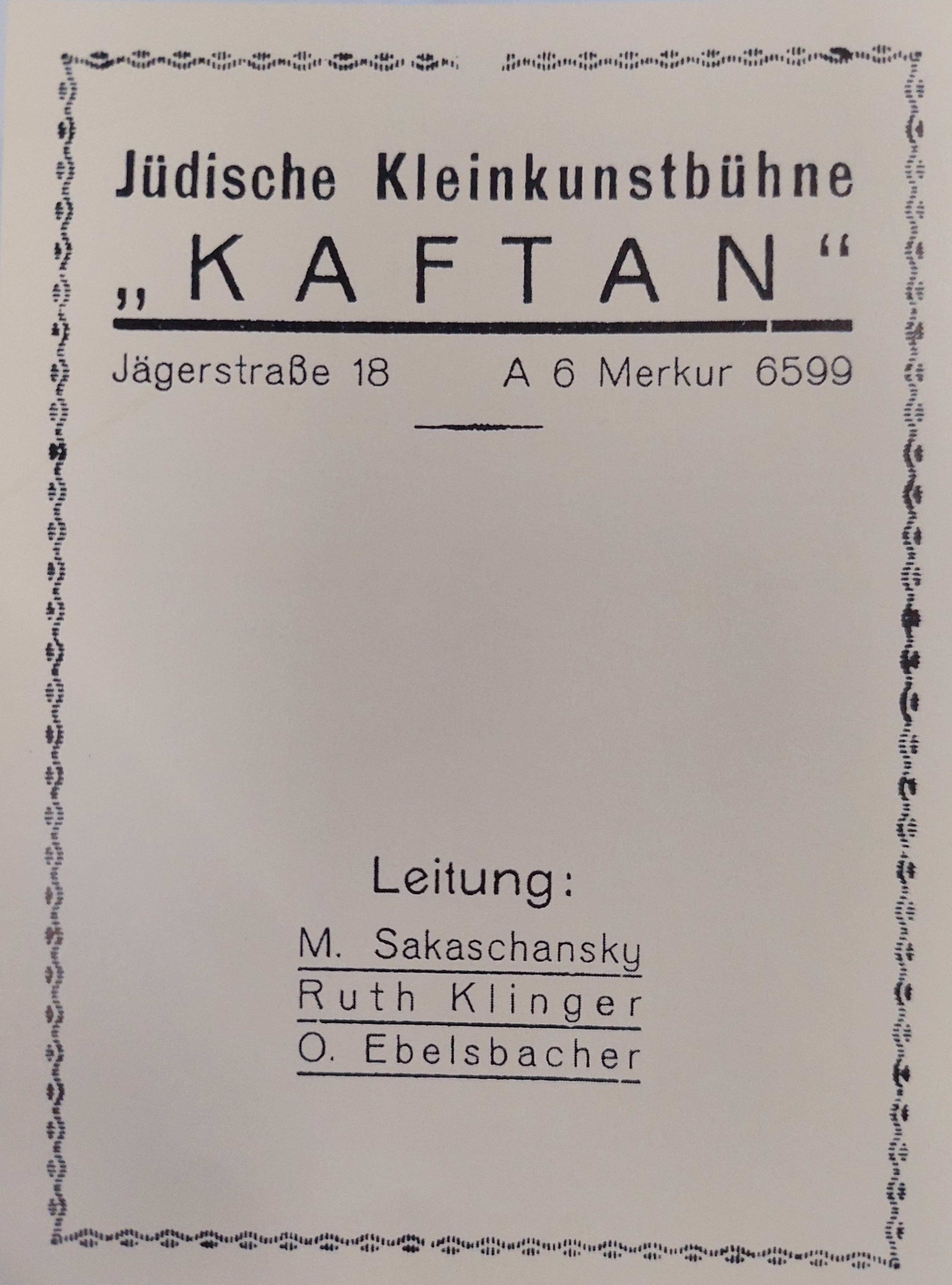
Kaftan Programmheft 1930

Von 1921 bis 1923 besuchte sie die Schauspielschule an der Deutschen Akademie für Musik und darstellende Kunst in Prag und hatte gleichzeitig ihre ersten Engagements am Prager Neuen Deutschen Theater. In der Zeit von 1926 bis 1930 war sie an zahlreichen Berliner Theatern in verschiedenen Rollen zu sehen.
Im Jahr 1930 gründete sie in Berlin gemeinsam mit ihrem späteren Ehemann Maxim Sakaschansky (sie war mit ihm von 1931 bis 1945 verheiratet) das Kabarett Kaftan, das in kürzester Zeit vor allem das ostjüdische Publikum des Scheunenviertels eroberte und in der Presse begeistert besprochen wurde.
1933 emigrierte sie nach Palästina und war auch dort künstlerisch tätig, 1943 bis 1947 war sie die Sekretärin Arnold Zweigs, 1947 Auslandskorrespondentin in Prag und von 1948 bis 1953 Sekretärin der israelischen Gesandtschaft in Prag.
Von 1953 bis 1966 war sie Beamtin im diplomatischen Dienst des Staates Israel, u. a. tätig an den israelischen Generalkonsulaten in Bern und Zürich. Von 1966 bis 1971 nahm sie die Stelle einer Rabbinatssekretärin in Zürich wahr, wo sie im Dezember 1989 starb.

## Nachlass
Ihr Nachlass befindet sich im Salomon Ludwig Steinheim-Institut für deutsch-jüdische Geschichte in Essen.